# Weissenhäuschen
Weissenhäuschen war eine der Ortslagen und Hofschaften, die ab Ende des 19. Jahrhunderts in der expandierenden Stadt Ohligs aufgingen, die heute ein Stadtteil Solingens ist.

## Lage und Beschreibung
Weissenhäuschen lag als Einzelsiedlung mit zwei Gebäuden an der heutigen Straße Am Weisenhäuschen, die von der Baustraße abzweigt und etwas versteckt in zweiter Reihe hinter der Fußgängerzone Düsseldorfer Straße liegt. Benachbarte Ortslagen sind bzw. waren (von Nord nach West): Heiligenstock, Rennpatt, Suppenheide, Hüttenhaus, Bockstiege, Ohligs und Scheid.

## Geschichte
Das Gebiet des heutigen Ohligser Stadtzentrums war noch im 19. Jahrhundert nur locker doch einige Ortslagen und Hofschaften besiedelt, darunter auch die Ortslage Weissenhäuschen, die 1869 aus lediglich zwei Gebäuden bestand. Da die Eigentümer der Gebäude Weiss oder Weiß hießen, wurde der Ort mundartlich zum Weissenhäuschen. Der Ort ist aufgrund seiner geringen Größe und der Nähe zu den umliegenden Orten in den meisten Kartenwerken nicht verzeichnet, wurde aber in den Ortsregistern der Bürgermeisterei Merscheid geführt, die 1856 zur Stadt erhoben und 1891 in Ohligs umbenannt wurde.
Die Gemeinde- und Gutbezirksstatistik der Rheinprovinz führt den Ort 1871 mit zwei Wohnhäuser und 31 Einwohnern auf.
Dem war 1867 die Eröffnung eines Bahnhofes auf freiem Feld bei Hüttenhaus vorausgegangen, des Bahnhofes Ohligs-Wald, der heute den Namen Solingen Hauptbahnhof trägt. Die nahegelegene, größere Hofschaft Ohligs gewann an Bedeutung und entwickelte sich infolge der Nähe zu dem Bahnhof zu einem der Siedlungszentren in der Stadt Merscheid. Viele umliegende Ortslagen und Hofschaften verloren ihre solitäre Lage und gingen in der sich ausbreitenden geschlossenen gründerzeitlichen Bebauung der Stadt vollständig auf.:113 So auch Weissenhäuschen, das in der Preußischen Neuaufnahme von 1893 bereits in der zusammenhängenden Bebauung aufgegangen ist, woraufhin der Name des Ortes zunächst verschwand.
Mit der Städtevereinigung zu Groß-Solingen im Jahre 1929 wurde der Ort nach Solingen eingemeindet. Im Jahre 1990 erhielt eine neu angelegte kleine Stichstraße von der Baustraße den Namen Am Weisenhäuschen, der an die alte Ortslage erinnern sollte, obwohl die Schreibweise Weissenhäuschen historisch korrekt gewesen wäre.